# Hydrotarsus compunctus
Hydrotarsus compunctus је инсект из реда тврдокрилаца (Coleoptera) и породице гњураца (Dytiscidae).

## Распрострањење
Ареал врсте је ограничен на једну државу. Шпанија је једино познато природно станиште врсте.

## Станиште
Станиште врсте су слатководна подручја.

## Угроженост
Ова врста је крајње угрожена и у великој опасности од изумирања.